# Миргородська вулиця (Київ, Подільський район)
Ми́ргородська ву́лиця — зникла вулиця, що існувала в Подільському районі міста Києва, місцевість Вітряні гори. Пролягала від Зустрічної вулиці.

## Історія
Вулиця виникла в 1-й половині XX століття під назвою 86-а Нова. Назву Миргородська (на честь міста Миргород) вулиця отримала 1944 року. 
Ліквідована у зв'язку зі зміною забудови наприкінці 1970-х — на початку 1980-х років.